# STOP
STOP byla politická strana se sídlem v Brně, zaregistrovaná 5. srpna 2009. Předsedou byl Ing. Luděk Lhotský, bývalý člen Československé strany socialistické. Předseda i oba místopředsedové pocházeli z Brna.

## Programové prohlášení
Rétorika strany byla postavena na kritice současné politiky, v níž, stejně jako v úřadech, panuje marasmus, neodpovědnost a nekompetentnost. Strana se označovala za středovou, mírně pravicovou. V programových zásadách deklarovala snahu bránit zvyšování veřejného dluhu, zlepšovat životní prostředí, zkvalitňovat zákony, bojovat proti korupci a zneužívání moci. Odmítala diskriminaci včetně pozitivní.

## Volební výsledky
Ve zrušených sněmovních volbách v roce 2009 za stranu kandidovalo 6 členů a 208 nestraníků ve všech krajích kromě Karlovarského, těsně před uzávěrkou však podala kandidátku i v něm.